# Bulbophyllum dianthum
Bulbophyllum dianthum là một loài phong lan thuộc chi Bulbophyllum.